# 2020年東京オリンピックのアイルランド選手団
2020年東京オリンピックのアイルランド選手団は、2021年7月23日から8月8日にかけて日本の首都東京で開催された2020年東京オリンピックのアイルランド選手団、およびその競技結果。

## メダル
| メダル | 選手名                                                                          | 競技       | 種目                   | 日付    |
| ------ | ------------------------------------------------------------------------------- | ---------- | ---------------------- | ------- |
| 金     | フィンタン・マッカーシー ポール・オドノバン                                     | ボート     | 男子軽量級ダブルスカル | 7月29日 |
| 金     | ケリー・アン・ハリントン                                                        | ボクシング | 女子ライト級           | 8月8日  |
| 銅     | アイフリック・キーオ エイミア・ランブ フィオナ・マータッグ エミリー・ヘガーティ | ボート     | 女子舵手なしフォア     | 7月28日 |
| 銅     | エイダン・ウォルシュ                                                            | ボクシング | 男子ウェルター級       | 8月1日  |

## 馬術
- 2枠[1]